# Spulers wespvlinder
Spulers wespvlinder (Synanthedon spuleri) is een vlinder uit de familie wespvlinders (Sesiidae), onderfamilie Sesiinae.
Synanthedon spuleri is voor het eerst wetenschappelijk beschreven door Fuchs in 1908. De soort komt voor in het westen van het Palearctisch gebied. De soort komt voor in België en is ook in Nederland waargenomen, voor het eerst in 2017.